# San Fernando del Valle de Catamarca
San Fernando del Valle de Catamarca (oft abgekürzt als Catamarca) ist eine Stadt im nordwestlichen Argentinien. Sie ist die Hauptstadt der gleichnamigen Provinz Catamarca und hat 159.703 Einwohner (2010). Im Ballungsraum der Stadt leben etwa 200.000 Menschen, fast 70 Prozent der Provinzbevölkerung.

## Geografie
Catamarca liegt im Valle de Catamarca, einem Tal, das sich zwischen den Gebirgszügen der Sierra de Ancasti und der Sierra de Ambato erstreckt, am Río del Valle, am Fuß des 3320 Meter hohen Ambato, in 533 Metern Höhe. Die Region gehört zu den Sierras Pampeanas und ist insgesamt steppenhaft und trocken, hat aber eine gute Bodenqualität, was die Landwirtschaft im Umland der Stadt begünstigt.

## Geschichte
Bevor die eigentliche Stadt Catamarca gegründet wurde, war das Tal in der Umgebung des heutigen Vororts San Isidro del Valle Viejo seit Ende des 16. Jahrhunderts bereits dicht besiedelt.
1683 gründete Fernando Mate de Luna die Stadt und spaltete gleichzeitig die Provinz Catamarca von der Provinz Tucumán ab.
Im Jahr 1882 hatte die Stadt 8000 Einwohner. 1910 wurde das römisch-katholische Bistum Catamarca mit Sitz in San Fernando errichtet. Deren Hauptkirche, die Catedral basílica de Nuestra Señora del Valle, wurde 1869 im Stil der Neorenaissance mit klassizistischer Fassade errichtet.
Die Stadt entwickelte sich zunächst langsam, wurde aber dann vor allem wegen ihrer Bedeutung als Pilgerort (Marienstatue Virgen del Valle) zu einem überregional bedeutenden Zentrum. Dennoch blieb die Region lange Zeit rückständig und arm, was auch an der weit verbreiteten Vetternwirtschaft des über ein halbes Jahrhundert herrschenden Saadi-Clans lag, dessen Machenschaften erst Mitte der 1990er-Jahre ans Licht kamen. Trotzdem bleiben Stadt und Provinz nach wie vor politisch instabil.

## Wirtschaft
San Fernando del Valle de Catamarca ist vor allem als Zentrum der Agrarindustrie und hier vor allem in der Herstellung von Lebensmitteln bedeutend. Seit den 1970er-Jahren siedelten sich auch einige andere Industriezweige an, wobei die Stadt jedoch nie die Dynamik der benachbarten Städte La Rioja und San Juan erreichte. Weiterhin bedeutend ist der Tourismus, wegen der idyllischen Lage der Stadt und der kolonialen Bauwerke in Stadt und Umgebung.
Ein Gewerbe, für das die Stadt weltberühmt ist, ist die handwerkliche Herstellung von Teppichen. Allerdings verliert dieses Gewerbe immer mehr an Bedeutung.
Des Weiteren verfügt die Stadt mit dem Flughafen Catamarca über einen eigenen Flughafen.

## Sehenswertes
Museen

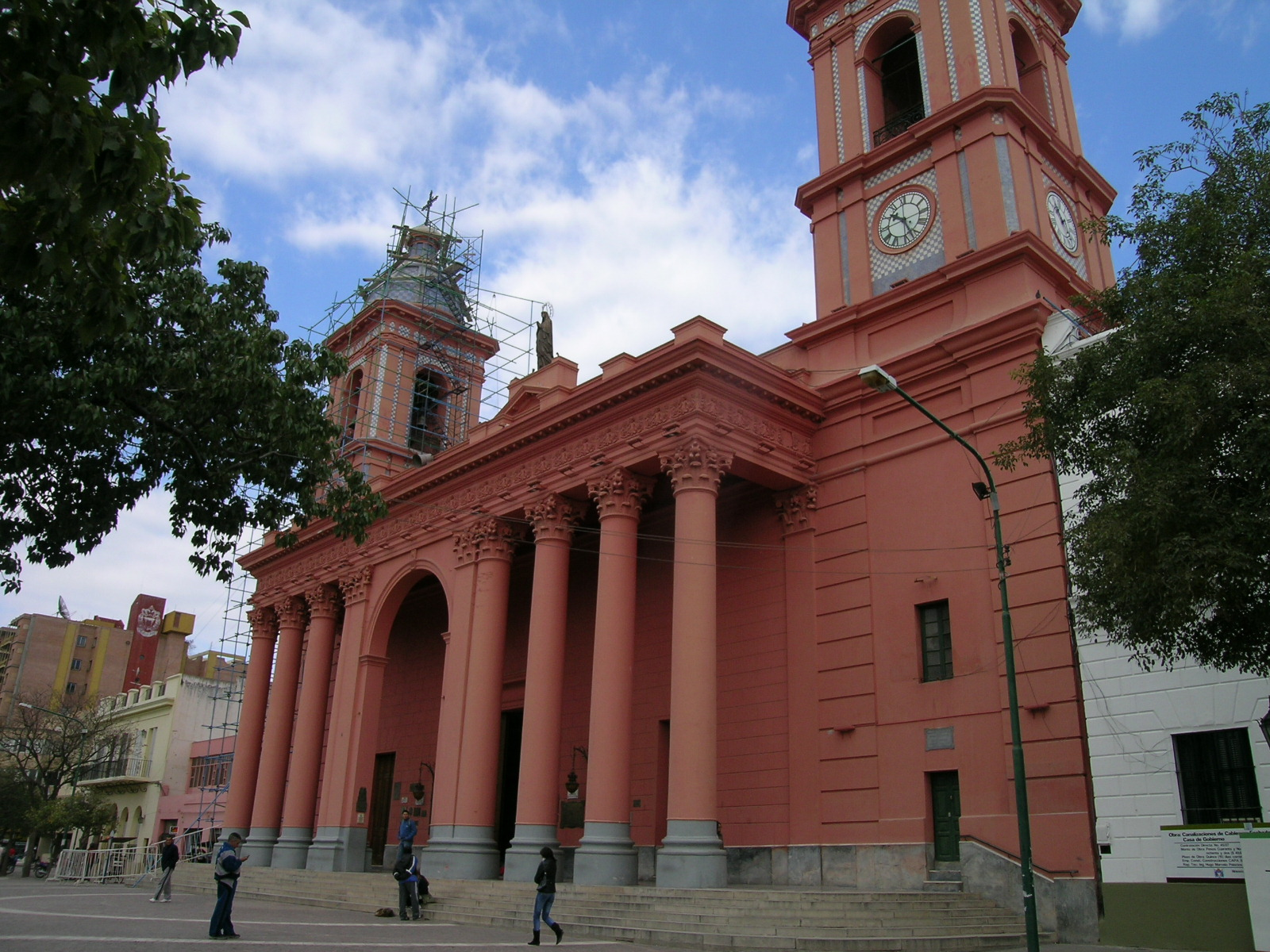
Catedral de Nuestra Señora de la Virgen del Valle

- Museo Folklórico "Juan Alfonzo Carrizo" (Paseo General Navarro). Das Museum versucht mit Hilfe von Möbeln, Kleidern, Werkzeugen, Musikinstrumenten einen Eindruck vom traditionellen ländlichen Leben und Brauchtum der Provinz zu vermitteln. Der Name des Museums erinnert an Juan Alfonzo Carrizo, der 23.000 Lieder aus dem Nordwesten sammelte und klassifizierte.
- Museo de Bellas Artes "Laureano Brizuela" (Sarmiento 347). In zwei Sälen werden die Werke von Laureano Brizuela, Benito Quinquela Martín, Alberto Delmonto, Vicente Forte und anderen Künstlern aus Catamarca, aber auch dem übrigen Argentinien und anderen Ländern Lateinamerikas ausgestellt. Das Museum verfügt über eine Spezialbibliothek und zeigt gelegentlich Ausstellungen eingeladener Künstler. Es ist zurzeit die bedeutendste Pinakothek Catamarcas.
- Museo Arqueológico "Adán Quiroga" (Sarmiento 446). Das archäologische Museum zeigt vorwiegend Fundstücke aus der Provinz Catamarca. Die Zeitspanne, die dabei überbrückt wird, reicht von den ersten Kulturen, die diese Provinz vor mehr als 10.000 Jahren besiedelten, bis hin zur spanischen Conquista.
- Archivo Histórico/Museo Histórico (Chacabuco 425). Das Museum ist in einer großen Villa des vergangenen Jahrhunderts untergebracht und wurde 1977 eröffnet. Das Museum verfügt über ein Original der Provinzverfassung von 1895 und dem Originalplan der Stadt Catamarca von 1886. Darüber hinaus besitzt es eine umfangreiche Sammlung an Medaillen, alter Fotografien und eine Spezialbibliothek. Im selben Gebäude ist auch das Historische Museum der Provinz untergebracht.
- Museo Municipal del Deporte "Oscar "Cachín" Diaz" (Complejo Urbano Girardi, Av. Ocampo 40, gegenüber dem Paseo Gral. Navarro.). Das örtliche Sportmuseum erinnert an den einheimischen argentinischen Federgewichtsmeister im Boxen Oscar "Cachín" Diaz.

## Söhne und Töchter der Stadt
- Ramón Castillo (1873–1944), Politiker und Präsident des Landes von 1942 bis 1943
- Mario Antonio Cargnello (* 1952), Erzbischof von Salta
- Néstor Gorosito (* 1964), Fußballspieler
- Hugo Rafael Soto (* 1967), Boxsportler
- Daniel Alberto Díaz (* 1979), Fußballspieler
- Darío Díaz (* 1981), Radrennfahrer
- Walter Olmos (1982–2002), Cuarteto-Sänger
- Agustín Tapia (* 1999), Padelspieler